# Bonus RPK
Bonus RPK, właśc. Oliwier Roszczyk, również BGU, Bonus Głos Ulicy, Artysta Kombinator (ur. 15 lipca 1989 w Warszawie) – polski raper, przedstawiciel nurtu ulicznego rapu.

## Życiorys
Syn Węgra. Były członek formacji ZDRPK oraz kolektywów Bielańska Forteca i Ciemna Strefa. Były członek zespołów Unikat i RPK (Razem Ponad Kilo). Prowadzi także solową działalność artystyczną. Ponadto współpracował m.in. z takimi wykonawcami jak: DDK RPK, Czarny Furiat, Hipotonia WIWP, Kafar, Steel Banging, Nizioł, Rogal DDL, Rufuz, Sokół czy Quebonafide.
W marcu 2015 raper został zatrzymany przez policję pod zarzutem handlu narkotykami. W grudniu 2015 roku, po wpłaceniu poręczenia majątkowego, muzyk opuścił areszt. W lipcu 2018 wyrokiem Sądu Rejonowego dla Warszawy-Woli został skazany na karę 5,5 roku bezwzględnego pozbawienia wolności, ok. 500 tys. zł. grzywny oraz przepadek mienia za handel narkotykami na podstawie zeznań tzw. „małego świadka koronnego”. Wyrok został utrzymany w mocy przez Sąd Okręgowy w Warszawie 21 maja 2019. W grudniu 2023 roku wyszedł w ramach przepustki z więzienia.

## Dyskografia

### Albumy
| Rok                        | Album                                                                                      | Pozycja na liście | Sprzedaż       | Certyfikat          |
| Rok                        | Album                                                                                      | POL               | Sprzedaż       | Certyfikat          |
| -------------------------- | ------------------------------------------------------------------------------------------ | ----------------- | -------------- | ------------------- |
| 2009                       | Wkurwiony dzieciak (reedycja) - Data: 8 kwietnia 2009 - Wydawca: Ciemna Strefa             | 18                | - POL: 1 500+  |                     |
| 2012                       | Artysta kombinator - Data: 23 listopada 2012 - Wydawca: Ciemna Strefa                      | –                 | - POL: 15 000+ | - ZPAV: złota płyta |
| 2013                       | Dobry człowiek - Data: 5 czerwca 2013 - Wydawca: Ciemna Strefa                             | –                 | - POL: 15 000+ | - ZPAV: złota płyta |
| 2016                       | Losu kowal - Data: 16 września 2016 - Wydawca: Ciemna Strefa                               | 8                 | - POL: 15 000+ | - ZPAV: złota płyta |
| 2017                       | Eksperyment (oraz Arczi Szajka) - Data: 17 listopada 2017 - Wydawca: Ciemna Strefa         | 20                |                |                     |
| 2018                       | Technik pasjonat - Data: 9 listopada 2018 - Wydawca: Ciemna Strefa                         | 2                 | - POL: 15 000+ | - ZPAV: złota płyta |
| 2019                       | Bloków rezydent - Data: 4 października 2019 - Wydawca: Ciemna Strefa                       | 3                 | - POL: 15 000+ | - ZPAV: złota płyta |
| 2020                       | Heavyweight ( wspólnie z Kizo, Jongmen) - Data: 11 grudnia 2020 - Wydawca: ShotGun Records | _                 |                |                     |
| 2024                       | Życia weteran - Data: 26 kwietnia 2024 - Wydawca: Ciemna Strefa                            | 1                 | - POL: 15 000+ | - ZPAV: złota płyta |
| 2024                       | Kreator żywota - Data: 13 grudnia 2024 - Wydawca: Ciemna Strefa                            | 23                |                |                     |
| „–” album nie był notowany |                                                                                            |                   |                |                     |

### Single
Jako główny artysta
| Rok  | Tytuł                                                   | Certyfikat              | Album            |
| ---- | ------------------------------------------------------- | ----------------------- | ---------------- |
| 2016 | „Witamy w stolicy”                                      | - ZPAV: złota płyta     | Losu kowal       |
| 2018 | „Opowieści z krypty” (gośc. Kizo, Quebonafide, Borixon) | - ZPAV: złota płyta     | Technik pasjonat |
| 2018 | „Zepsuty klimat” (gośc. ReTo, Pezet)                    | - ZPAV: złota płyta     | Technik pasjonat |
| 2019 | „Hymn ulicy”                                            | - ZPAV: złota płyta     | Bloków rezydent  |
| 2020 | „Sportplus” (oraz Kizo, Jongmen)                        | - ZPAV: złota płyta     | Heavyweight      |
| 2020 | „Wszystko Si” (oraz Kizo, Jongmen; gośc. Kabe)          | - ZPAV: złota płyta     | Heavyweight      |
| 2020 | „No Limit”(oraz Kizo, Jongmen)                          | - ZPAV: złota płyta     | Heavyweight      |
| 2024 | „JZWWZJ”                                                | - ZPAV: platynowa płyta | Życia weteran    |
| 2024 | „Hammurabi”                                             | - ZPAV: złota płyta     | Życia weteran    |
| 2024 | „Nie chcę brać udziału” (gośc. DJ Steez)                | - ZPAV: złota płyta     | Życia weteran    |
| 2024 | „Chorągiewa” (gośc. Czaha)                              | - ZPAV: złota płyta     | Życia weteran    |

Jako artysta gościnny
| Rok  | Tytuł                                   | Certyfikat          | Album    |
| ---- | --------------------------------------- | ------------------- | -------- |
| 2018 | „Heavyweight” (Kizo; gośc. Bonus RPK)   | - ZPAV: złota płyta | Czempion |
| 2019 | „Jacuzzi na 42” (Kizo; gośc. Bonus RPK) | - ZPAV: złota płyta | Pegaz    |

### Inne certyfikowane utwory
| Rok  | Tytuł                                    | Certyfikat          | Album            |
| ---- | ---------------------------------------- | ------------------- | ---------------- |
| 2016 | „60-tka” (gośc. Arczi Szajka, Cinek RTŁ) | - ZPAV: złota płyta | Losu kowal       |
| 2018 | „Statystyka”                             | - ZPAV: złota płyta | Technik pasjonat |

Występy gościnne
| Album                                       | Rok  | Utwór | Źródło |
| ------------------------------------------- | ---- | --- | ------ |
| DDK RPK – Raprodukcja: prawdy dotyk         | 2009 | „List do wroga” (gościnnie: JWP, Dixon37, Bonus RPK, Smolar, Spajder, DJ Olin) „Rzeczywisty obraz” (gościnnie: Wojtan, Bonus RPK) „Tak już jest” (gościnnie: Bonus RPK, Siwers, Marta) „Prawdziwe słowa” (gościnnie: Bonus RPK, Hemp Gru) | [ 54 ] |
| DDK RPK – Słowo dla ludzi cz.1              | 2010 | „Najwyższy czas” (gościnnie: Bonus RPK, Nizioł, Murzyn ZDR) „Jesteś w stanie pojąć” (gościnnie: Bonus RPK, Lewy) „Trzymaj fason 2” (gościnnie: Bonus RPK, Peja) „Od zawsze na zawsze” (gościnnie: HipoToniA WIWP, Songo, Bonus RPK)       | [ 55 ] |
| DDK RPK – Słowo dla ludzi cz.2: codzienność | 2011 | „Nie wiesz o co chodzi” (gościnnie: Kryptonim, Bonus RPK) „W dobrą stronę” (gościnnie: Grabson, Miejski Sort, TPS, Suhy ENKATE, Arturo, Dawidzior, HDS, Bonus RPK) „Miasto gniewu” (gościnnie: Bonus RPK)                                 | [ 56 ] |
| Hipotonia WIWP – Honor twoją amunicją       | 2013 | „Też byś tak chciał” (gościnnie: Bonus RPK) | [ 57 ] |
| DDK RPK – Od serca 2012                     | 2013 | „Temat rzeka” (gościnnie: Pewna Pozycja, Bonus RPK, Lewy, Narczyk, Zgrzyt) | [ 58 ] |
| Kafar – Panaceum                            | 2014 | „Strzał życia” (gościnnie: Bonus RPK) „Strzał życia (Remix)” (gościnnie: Bonus RPK) | [ 59 ] |
| Steel Banging – Dwie strony świata          | 2015 | „Podwórkowy rap” (gościnnie: Bonus RPK, Parol Syndykat, Gabi) | [ 60 ] |

## Teledyski
| Tytuł | Rok  | Reżyseria/Realizacja   | Album                     | Źródło  |
| --- | ---- | ---------------------- | ------------------------- | ------- |
| „Samo życie” | 2009 | Laola Film Studio      | Wkurwiony dzieciak        | [ 61 ]  |
| „Wkurwiony dzieciak” | 2010 | –                      | Wkurwiony dzieciak        | [ 62 ]  |
| „Taka prawda” (gościnnie: Pewna Pozycja, Damian WSM, Lewy)                                                                                      | 2011 | 9 LiterFilmy           | Artysta kombinator        | [ 63 ]  |
| „Weekend z życia dilera” (gościnnie: Syn Ulicy)                                                                                                 | 2011 | 9 LiterFilmy           | Artysta kombinator        | [ 64 ]  |
| „Serce Polski” | 2012 | 9 LiterFilmy           | Artysta kombinator        | [ 65 ]  |
| „Postawa myślenia” (gościnnie: Joker, Kokot) | 2012 | 9 LiterFilmy           | Artysta kombinator        | [ 66 ]  |
| „Wiem kto jest kim” (gościnnie: MDM, Kafar / DIX 37)                                                                                            | 2012 | 9 LiterFilmy           | Artysta kombinator        | [ 67 ]  |
| „Zachowanie podłe” (gościnnie: Damian WSM, Kłyza)                                                                                               | 2012 | 9 LiterFilmy           | Artysta kombinator        | [ 68 ]  |
| „Który to już rok” (gościnnie: Mixo IFCC, Damian WSM, Bralak CH.P.)                                                                             | 2012 | 9 LiterFilmy           | Artysta kombinator        | [ 69 ]  |
| „Dawno temu” | 2013 | 9 LiterFilmy           | Dobry człowiek            | [ 70 ]  |
| „Szarość zwykłego dnia” | 2013 | 9 LiterFilmy           | Dobry człowiek            | [ 71 ]  |
| „Pamiętaj” (gościnnie: Kamila Wybrańczyk) | 2013 | 9 LiterFilmy           | Dobry człowiek            | [ 72 ]  |
| „Życie na patencie” (gościnnie: Karat NM) | 2013 | 9 LiterFilmy           | Dobry człowiek            | [ 73 ]  |
| „Sportowa Warszawa” (gościnnie: Łapa TWM, Saful Dix37, Lewy NM, Narczyk MS, Karat NM, Kokot RPK, Arturo JSP, Bliźniak, Marcinek 3Z, Rest Dix37) | 2013 | 9 LiterFilmy           | Dobry człowiek            | [ 74 ]  |
| „Zrobić coś z niczego” | 2014 | 9 LiterFilmy           | Dobry człowiek            | [ 75 ]  |
| „Relax 100%” (gościnnie: Karat NM, Arturo JSP, DJ Gondek)                                                                                       | 2014 | 9 LiterFilmy           | Losu kowal                | [ 76 ]  |
| „Każdy swój krzyż niesie” (gościnnie: Sokół) | 2015 | 9 LiterFilmy           | Losu kowal                | [ 77 ]  |
| „Witamy w stolicy” | 2016 | Digital Damage         | Losu kowal                | [ 78 ]  |
| „Szukasz dziury w całym” | 2016 | Digital Damage         | Losu kowal                | [ 79 ]  |
| „Aktualizuje dane” (gościnnie: Gedz, Kizo) | 2018 | Digital Damage         | Technik pasjonat          | [ 80 ]  |
| „Opowieści z krypty” (gościnnie: Quebonafide, Borixon, Kizo)                                                                                    | 2018 | Digital Damage         | Technik pasjonat          | [ 81 ]  |
| „Rodeo” (gościnnie: Białas) | 2018 | Digital Damage         | Technik pasjonat          | [ 82 ]  |
| „Po nitce do kłębka” | 2018 |                        | Technik pasjonat          | [ 83 ]  |
| „Zesputy klimat” | 2018 |                        | Technik pasjonat          | [ 84 ]  |
| „Wehikuł czasu” | 2018 |                        | Technik pasjonat          | [ 85 ]  |
| „Nie ma dróg bez wyjścia” (gościnnie: Paluch)                                                                                                   | 2019 |                        | Bloków rezydent           | [ 86 ]  |
| „Nie zhańbie” | 2019 |                        | Bloków rezydent           | [ 87 ]  |
| „Hymn ulicy” | 2019 |                        | Bloków rezydent           | [ 88 ]  |
| „Niepokój” (gościnnie: ReTo, Czerwin TWM) | 2019 |                        | Bloków rezydent           | [ 89 ]  |
| „Dobry towar” (gościnnie: Żaku PPS) | 2019 |                        | Bloków rezydent           | [ 90 ]  |
| „Nieważne skąd” (gościnnie: 102 BOYS) | 2019 |                        | Bloków rezydent           | [ 91 ]  |
| „Weź się w garść” (gościnnie: Eldo, Żółf FENOMEN, Małach)                                                                                       | 2019 |                        | Bloków rezydent           | [ 92 ]  |
| Gościnnie |      |                        |                           |         |
| HipoToniA WIWP – „Czy w to grasz” (gościnnie: Bonus RPK, DDK RPK)                                                                               | 2011 | –                      | Wspólnie i w porozumieniu | [ 93 ]  |
| DDK RPK – „Od zawsze na zawsze” (gościnnie: Bonus RPK, Hipotonia WIWP, Songo Omerta)                                                            | 2011 | 9 LiterFilmy           | Słowo dla ludzi cz.1      | [ 94 ]  |
| Graba – „Bądź sobą” (gościnnie: Kachu BSP, Arturo JSP, Kokot RPK, Bonus RPK)                                                                    | 2011 | 9 LiterFilmy           | Naprzeciw wszystkiemu     | [ 95 ]  |
| Małach, Rufuz – „Z fartem” (gościnnie: Bonus RPK, Kokot)                                                                                        | 2012 | 9liter Filmy           | Relacja 2012              | [ 96 ]  |
| Kiszło – „Przyjdzie czas” (gościnnie: Bonus RPK, Bartek BRT, Mara MDM, Dawidzior HTA)                                                           | 2014 | Bassmedia              | Milczenie jest złotem     | [ 97 ]  |
| Kafar – „Strzał życia” (gościnnie: Bonus RPK)                                                                                                   | 2014 | Press Play Film        | Panaceum                  | [ 98 ]  |
| Rest Dixon37 – „W oczach ich” (gościnnie: Bonus RPK, Kafar Dixon37, Jano, Rufuz)                                                                | 2018 | –                      | WNM2                      | [ 99 ]  |
| Rest Dixon37 – „Syf, stres, łzy” (gościnnie: Bonus RPK, Arczi Szajka)                                                                           | 2018 | Creative Studio Videos | WNM2                      | [ 100 ] |